# بروس دال كانتون
بروس دال كانتون (بالإنجليزية: Bruce Dal Canton)‏ هو لاعب كرة قاعدة أمريكي، ولد في 15 يونيو 1941 في California, Pennsylvania ‏ في الولايات المتحدة، وتوفي في 7 أكتوبر 2008 في كارنغي في الولايات المتحدة بسبب سرطان المريء.

## وصلات خارجية
- بروس دال كانتون على موقع دوري كرة القاعدة الرئيسي (الإنجليزية)
- بروس دال كانتون على موقعبيزبول رفرنس.كوم (الدوري الرئيسي) (الإنجليزية)
- بروس دال كانتون على موقعبيزبول رفرنس.كوم (الدوري الثانوي) (الإنجليزية)